# Eleição municipal de Caxias do Sul em 2008
A eleição para prefeito da cidade brasileira de Caxias do Sul ocorreu no dia 5 de outubro de 2008 para a eleição de 1 prefeito, 1 (vice-prefeito e de 17  vereadores para a administração da cidade. Em Caxias do Sul estavam registrados 295.264 eleitores aptos para votar. O prefeito e o vice-prefeito eleitos assumiram os cargos no dia 1 de janeiro de 2009 e seus mandatos terminarão em dia 31 de dezembro de 2012.
Apesar de ter eleitorado para um segundo turno, a eleição em Caxias do Sul teve apenas dois candidatos, o atual prefeito José Ivo Sartori (PMDB) e o ex-prefeito Pepe Vargas (PT), que governou a cidade durante oito anos (1997-2004).
Em 5 de outubro de 2008 José Ivo Sartori, da coligação Caxias para Todos, foi reeleito no primeiro turno com 54,35% dos votos. 
O único adversário de Sartori, o candidato petista Pepe Vargas, da coligação Frente Popular, encerrou o primeiro turno com 45,65% dos votos.

## Câmara Municipal dos Vereadores eleita em 2008[3]
| Partidos | Cadeiras |
| PMDB     | 5        |
| PT       | 4        |
| PDT      | 3        |
| PSDB     | 2        |
| PCdoB    | 2        |
| PRB      | 1        |
| Total    | 17       |